# Incertella luteifrons
Incertella luteifrons är en tvåvingeart som beskrevs av Cherian 2003. Incertella luteifrons ingår i släktet Incertella och familjen fritflugor. Inga underarter finns listade i Catalogue of Life.